# Ehrengard
 For alternative betydninger, se The Secret of Rosenbad. (Se også artikler, som begynder med The Secret of Rosenbad)
Ehrengard er en dansk fortælling fra 1963 af Karen Blixen.

## Tilblivelse
Karen Blixen skrev Ehrengard i dens første form i 1952, men fortællingen blev udeladt af samlingen Skæbne-Anekdoter (1958) på grund af forfatterens utilfredshed med den.
Karen Blixen omskrev fortællingen i 1961 og igen i 1962 som første led i arbejdet på en ny samling. Ved Karen Blixens død forelå Ehrengard fra hendes egen hånd kun på engelsk, dog fandtes enkelte notater i et eksemplar af teksten fra 1952 som forberedelse til en omskrivning til dansk.
Fortællingen blev trykt første gang i december 1962 i magasinet Ladies’ Home Journal i en kortere version med titlen The Secret of Rosenbad, under Karen Blixens pseudonym, Isak Dinesen. Fortællingen blev med titlen "Ehrengard" - stadig under Karen Blixens pseudonym - udgivet i bogform den 1. januar 1963 af forlaget Random House med forsidebeskrivelsen "A NEW TALE BY THE WORLD RENOWNED DANISH NOVELIST".
Fortællingen udkom på dansk i Karen Blixens eget navn på Gyldendals Forlag den 7. juni 1963 med titlen Ehrengard. Fortællingen var oversat fra engelsk af Karen Blixens sekretær, Clara Selborn.
Fortællingen indgår i samlingen "Karneval og andre fortællinger", udgivet i 1994 på Gyldendals Forlag.

## Indhold
Om sin fortælling beretter fortælleren, en gammel dame, at der er tale om en ”lille sonate” i tre afsnit bestående af et forspil med titlen ”Prins Lothar”, en pastorale benævnt ”Rosenbad” og som afslutning en ”Rondo con furore”, hvortil kommer en kort epilog.
Fortællingen udspiller sig i første halvdel af 1800-tallet i et fiktivt katolsk storhertugdømme i det sydlige Tyskland ved navn Fugger-Babenhausen, beliggende i den fiktive residensby, Babenhausen. Hovedpersonerne er storhertuginden af huset Fugger-Babenhausen, kunstmaler og geheimeråd Johann Wolfgang Cazotte og hofdamen Ehrengard von Schreckenstein. Fortællingen handler om forførelse og har fokus på forholdet mellem kunstneren (Cazotte) og hans hemmelige motiv (Ehrengard) – hvem forfører hvem? Fortællingens ydre ramme er især slottet Rosenbad, hvor den unge arving til fyrstehuset og hans tilkomne i en periode holdes skjult, omgivet af loyale og diskrete fortrolige, herunder hr. Cazotte og Ehrengard, for at omverdenen ikke skal opdage, at deres barn fødes, før deres ægteskab har varet ni måneder.
Fortællingen kan læses som et ironisk modsvar fra Blixen til Søren Kirkegaards Forførerens Dagbog med Ehrengard som et markant modbillede til kvindebilledet i Kirkegaards fortælling.

## Filmatisering
Historien er filmatiseret to gange – første gang i 1982 med italieneren Emidio Greco (1938-2012) som instruktør, og anden gang i 2023 under titlen Ehrengard: The Art of Secuction med danskeren Bille August som instruktør og med Alice Bier Zandén som Ehrengard, Mikkel Boe Følsgaard som hr. Cazotte og Sidse Babett Knudsen som storhertuginden.